# Hajiabad (stad i Hormozgan)
Hajiabad (persiska: حاجی‌آباد) är en stad i södra Iran. Den ligger i provinsen Hormozgan, och är administrativt centrum för delprovinsen (shahrestan) med samma namn, Hajiabad.
Vid 2011 års folkräkning hade staden 23 309 invånare.